# 172 (numero)
Centosettantadue (172) è il numero naturale dopo il 171 e prima del 173.

## Proprietà matematiche
- È un numero pari.
- È un numero composto con i seguenti divisori: 1, 2, 4, 43, 86. Poiché la somma dei suoi divisori è 136 < 172, è un numero difettivo.
- È un numero noncototiente.
- È un numero 30-gonale.
- È un numero poligonale centrale.
- È parte delle terne pitagoriche (129, 172, 215), (172, 1845, 1853), (172, 3696, 3700), (172, 7395, 7397).
- È un numero palindromo e un numero a cifra ripetuta nel sistema posizionale a base 6 (444).

## Astronomia
- 172P/Yeung è una cometa periodica del sistema solare.
- 172 Baucis è un asteroide della fascia principale del sistema solare.

## Astronautica
- Cosmos 172 è un satellite artificiale russo.